# Biliran (sopka)
Biliran je aktivní sopka v ostrovní provincii Biliran na Filipínách. V současnosti je nečinná, k poslední erupci došlo v roce 1939.